# Katy Hudson (album)
Katy Hudson je debutové album americké zpěvačky Katy Perry, bylo vydáno díky Red Hill Records 6. března 2001.

## Disk
Pro toto album Katy Perry se rozhodla pracovat na disku, který byl o Bohu a náboženských otázkách. Red Hill Records bylo v době vydání alba před bankrotem. Album si poslechlo velmi málo lidí. Vydavatelství se především zaměřovalo na křesťanskou hudbu. 

## Skladby
Texty a hudba, Katy Hudson, pokud není uvedeno jinak.
1. Trust in Me – 4:46 (Katy Hudson, Mark Dickson)
2. Piercing – 4:06 (Katy Hudson, Tommy Collier, Brian White)
3. Searching Me – 5:00 (Katy Hudson, Scott Faircloff)
4. Last Call – 3:07
5. Growing Pains – 4:05 (Katy Hudson, Mark Dickson)
6. My Own Monster – 5:25
7. Spit – 5:10
8. Faith Won't Fail – 5:14 (Katy Hudson, Mark Dickson)
9. Naturally – 4:33 (Katy Hudson, Scott Faircloff)
10. When There's Nothing Left – 6:45